# 张铺镇
张铺镇，是中国安徽省天长市下属的一个行政建制镇，张铺镇由原平安镇和原张铺镇合并而成。
位于天长市西北部，南与汊涧镇、东与大通镇、北与江苏盱眙县黄花塘镇、西与江苏盱眙县旧铺镇接壤。全镇辖19个村委会和2个居委会，共计208个村民小组，人口31868人，8613户。